# Michael Westphal
Michael Westphal (ur. 19 lutego 1965 w Hamburgu, zm. 20 czerwca 1991 tamże) – niemiecki tenisista, reprezentant w Pucharze Davisa, olimpijczyk z Los Angeles (1984).
Jego partnerką życiową była aktorka Jessica Stockman, późniejsza żona innego tenisisty, Michaela Sticha. Westphal jest patronem nagrody (Michael Westphal Award), przyznawanej przez niemieckie pismo „tennis magazin” osobom zasłużonym dla tenisa i wręczanej w czasie turnieju Gerry Weber Open w Halle. Laureatem tej nagrody został m.in. Roger Federer (2003 i 2005).

## Kariera tenisowa
W ciągu swojej kariery Niemiec osiągnął 2 finały zawodów rangi ATP World Tour. W 1984 roku w finale w Livingston uległ Johanowi Kriekowi, a rok później w finale imprezy w Kitzbühel przegrał z Pavlem Složilem. Ostatni znaczący sukces odniósł wiosną roku 1989, dochodząc do ćwierćfinału German Open w Hamburgu. Wkrótce z powodu poważnej choroby (AIDS) zmuszony był zakończyć występy na korcie. Zmarł w wieku 26 lat.
W latach 1982–1986 reprezentował RFN w Pucharze Davisa. Wspólnie z Borisem Beckerem przyczynił się do awansu ekipy do finału rozgrywek w 1985 roku, zdobywając 2 singlowe punkty w półfinale z Czechosłowacją. Pokonał Tomáša Šmída 6:8, 1:6, 7:5, 11:9, 17:15 (później wygrał również z Miloslavem Mečířem). W finale przeciwko Szwecji uległ Matsowi Wilanderowi, jak i w decydującym piątym meczu finału Stefanowi Edbergowi, przez co to Szwecja wygrała rywalizację 3:2.
Westphal występował również w reprezentacji w Drużynowym Pucharze Świata. W 1984 roku uczestniczył w turnieju pokazowym na igrzyskach olimpijskich w Los Angeles, dochodząc do ćwierćfinału, w którym przegrał z Jimmym Ariasem.
W rankingu gry pojedynczej Westphal najwyżej był na 49. miejscu (17 marca 1986), a w klasyfikacji gry podwójnej na 293. pozycji (15 maja 1989).

### Finały w turniejach ATP World Tour
| Legenda                                      |
| -------------------------------------------- |
| Wielki Szlem                                 |
| Igrzyska olimpijskie                         |
| Tennis Masters Cup / ATP Finals              |
| ATP Masters Series / ATP Tour Masters 1000   |
| ATP International Series Gold / ATP Tour 500 |
| ATP International Series / ATP Tour 250      |

#### Gra pojedyncza (0–2)
| Końcowy wynik | Nr | Data             | Turniej    | Nawierzchnia | Przeciwnik   | Wynik finału |
| ------------- | -- | ---------------- | ---------- | ------------ | ------------ | ------------ |
| Finalista     | 1. | 5 sierpnia 1984  | Livingston | Twarda       | Johan Kriek  | 2:6, 4:6     |
| Finalista     | 2. | 11 sierpnia 1985 | Kitzbühel  | Ceglana      | Pavel Složil | 5:7, 2:6     |